# Ingemar Nordin
Ingemar Nordin, född 1949, är professor emeritus vid institutionen för kultur och kommunikation (IKK) vid Linköpings universitet.
Nordin läste som student såväl matematik och fysik som filosofi. Doktorsavhandlingen från 1980 handlar om determinism och kvantmekanik och granskar Köpenhamnstolkningen, sannolikhetsbegreppet samt Bells teorem. Hans nuvarande forskningsområden omfattar såväl vetenskaps- och teknikfilosofi som politisk filosofi och medicinens filosofi.
Nordin, av Bokus angiven som ″ledande filosofisk företrädare för svensk nyliberalism″ har skrivit ett antal politisk-filosofiska böcker utgivna på Timbro. 
Nordin har skrivit klimatskeptiska texter på bloggen The Climate Scam. Han är en av initiativtagarna till Stockholmsinitiativet och skriver återkommande på deras blogg klimatupplysningen. Han hävdade 2009 att "FN:s klimatpanel är inte vetenskaplig" vilket ifrågasatts av bland annat representanter för Uppsalainitiativet.
Nordin är en av de svenska undertecknarna av ett upprop publicerat 2019 från Climate Intelligence (CLINTEL) med rubriken "Det finns ingen klimatkris", och som starkt motsätter sig "den skadliga och orealistiska CO2-nollpolitiken som föreslagits för 2050".